# Korfbal en los Juegos Mundiales de 2022
El Korfbal fue uno de los deportes en los que se compitió en los Juegos Mundiales de Birmingham, siendo la décima ocasión en la que este deporte sea parte del evento.
Ocho selecciones nacionales competirán por las tres medallas, y los partidos se celebrarán en el Complejo de Convenciones Birmingham–Jefferson de la ciudad.

## Clasificación
El Campeonato Mundial de Korfbal de 2019 sirvió como el evento de clasificación a los Juegos Mundiales. Dado que no hubo representantes de África y Oceanía entre los primeros once lugares del campeonato, las 8 mejores selecciones clasificaron.
Pese a ser el país sede, la selección de Estados Unidos no va a participar en este deporte al no ser lo suficientemente competitiva para ganarse un lugar.
| Equipo          | Fecha de clasificación | Método de clasificación                           | Número de aparición | Aparición anterior |
| --------------- | ---------------------- | ------------------------------------------------- | ------------------- | ------------------ |
| Países Bajos    | 5 de agosto de 2019    | Campeón del Campeonato Mundial de Korfbal 2019.   | 10                  | 2017               |
| Bélgica         | 5 de agosto de 2019    | Segundo en el Campeonato Mundial de Korfbal 2019. | 10                  | 2017               |
| Taiwán          | 5 de agosto de 2019    | Tercero en el Campeonato Mundial de Korfbal 2019. | 9                   | 2017               |
| China           | 5 de agosto de 2019    | Cuarto en el Campeonato Mundial de Korfbal 2019.  | 2                   | 2017               |
| Alemania        | 5 de agosto de 2019    | Quinto en el Campeonato Mundial de Korfbal 2019.  | 9                   | 2017               |
| Surinam         | 5 de agosto de 2019    | Sexto en el Campeonato Mundial de Korfbal 2019.   | 1                   | -                  |
| República Checa | 5 de agosto de 2019    | Segundo en el Campeonato Mundial de Korfbal 2019. | 4                   | 2013               |
| Portugal        | 5 de agosto de 2019    | Segundo en el Campeonato Mundial de Korfbal 2019. | 5                   | 2013               |

## Resultados
| Evento       | Oro | Plata | Bronce |
| ------------ | --- | --- | --- |
| Torneo Mixto | Países Bajos · Barbara Brouwer · Esther Cordus · Terrenc Griemink · Anouk Haars · Fleur Hoek · Jelmer Jonker · Laurens Leeuwenhoek · Jessica Lokhorst · Alwin Out · Daan Preuninger · Harjan Visscher · Sanne van der Werff · Olav van Wijngaarden · Brett Zuijdwegt | Bélgica · Kian Amorgaste · Julie Caluwe · Lars Courtens · Lauren Denis · Shiara Driesen · Amber Engels · Jari Hardies · Lennert Impens · Lisa Pauwels · Stien Reyntjens · Cedric Schoumacker · Saar Seys · Brent Struyf · Jordan de Vogelaere | República de China Chan Ya-han Chang Chieh-sheng Chang Shu-chi Chen Chun-ta Chen Cin Chiu Han-sheng Huang Tzu-yao Kao Chen-yu Lin Ya-wen Lo Kai-yeh Peng Chien-chin Tai Wei-jhe Wang Yi-wen Wu Chun-hsien |